# منزل الداغي
منزل الداغي (بالفارسية: خانه الداغی) هو منزل تاريخي يعود إلى عصر القاجاريون، ويقع في سبزوار.